# Pilot Pen International 1998
Pilot Pen International 1998 — тенісний турнір, що проходив на відкритих кортах із твердим покриттям Cullman-Heyman Tennis Center у Нью-Гейвені (США). Належав до International Series Gold в рамках Туру ATP 1998і 2-ї категорії в рамках Туру WTA 1998. Чоловічий турнір тривав з 17 до 23 серпня, а жіночий — з 24 до 30 серпня 1998 року. Кароль Кучера і Штеффі Граф здобули титул в одиночному розряді.

## Фінальна частина

### Одиночний розряд, чоловіки
Кароль Кучера —  Горан Іванишевич 6–4, 5–7, 6–2
- Для Кучери це був 2-й титул за сезон і 4-й — за кар'єру.

### Одиночний розряд, жінки
Штеффі Граф —  Яна Новотна 6–4, 6–1
- Для Граф це був 1-й титул за рік і 115-й — за кар'єру.

### Парний розряд, жінки
Вейн Артурс /  Петер Трамаккі —  Себастьян Ларо /  Алекс О'Браєн 7–6, 1–6, 6–3
- Для Артурса це був 2-й титул за сезон і 4-й — за кар'єру. Для Трамаккі це був єдиний титул за сезон і 1-й — за кар'єру.

 Александра Фусаї /  Наталі Тозья —  Маріан де Свардт /  Яна Новотна 6–1, 6–0
- Для Фусаї це був 3-й титул за сезон і 7-й — за кар'єру. Для Тозья це був 3-й титул за сезон і 21-й — за кар'єру.